# Nemesia eleanora
Nemesia eleanora is een spinnensoort in de taxonomische indeling van de bruine klapdeurspinnen (Nemesiidae).
Nemesia eleanora werd in 1873 beschreven door O. P.-Cambridge.